# I Am Soldier
I Am Soldier ist ein britischer Actionfilm aus dem Jahr 2014 von Ronnie Thompson mit Tom Hughes, Noel Clarke und Alex Reid in der Hauptrolle. Der Film folgt einem Militärkoch, der sich an der Auswahl der britischen Spezialkräfte (Special Air Service (SAS)) versucht.

## Handlung
Mickey Tomlinson ist ein Militärkoch, der sich für die Auswahl des Special Air Service (SAS) versucht. Das SAS ist das renommierteste Spezialeinheitsregiment des Vereinigten Königreichs und der Welt. Mickey gibt sich gegenüber den anderen Kandidaten als schwacher Koch aus, aber es ist ziemlich offensichtlich, dass er irgendeine militärische Erfahrung verbirgt. Während seines Versuchs, der SAS beizutreten, trifft er seinen Kameraden JJ, der den Test zum zweiten Mal versucht (nur zwei Versuche sind erlaubt).
Unterwegs werden die beiden von einem erfahrenen SAS-Anführer, Carter, durch die intensive Prüfung herausgefordert, gedrängt und ermutigt. Sie treffen auch auf Dawn, ein weibliches Mitglied der Eliteeinheit. Während ihrer Prüfung stehen sie vor körperlichen und geistigen Herausforderungen. Nur eine Handvoll Kandidaten schaffen es bis zum letzten Teil des Tests, Escape and Evasion, bei dem die Kandidaten in die verschneite Wildnis reisen und ihren Verfolgern ausweichen müssen. Wenn sie erwischt werden, werden sie gefoltert und befragt. Nur wenige werden den Tactical Questioning-Test bestehen und einen Platz im SAS erhalten.

## Rezeption
„Öder Militärtrainingsfilm mit blassen Figuren. Er gibt vor, realistische Bilder der brutalen Kampfausbildung zu geben, wälzt diese aber ohne jede kritische Haltung nur endlos aus. Im letzten Teil wandelt er sich zum klischeehaften Kriegsfilm mit heroisierenden Kampfszenen.“

Der Film wurde nicht umfassend rezensiert, auf Rotten Tomatoes gab es keine Rezensionen.